# Op.22 Y-Waltz : in Major
"Op.22 Y-Waltz : in Major"(한국어: 오퍼즈 넘버 22 와이-왈츠 : 인 메이저)는 대한민국의 가수 조유리가 2022년 6월 2일 웨이크원을 통해 발매하는 첫 번째 EP다. 타이틀 곡은 '러브 쉿!'으로 알려졌다.

## 배경
2021년 10월, 조유리의 솔로 데뷔 음반이자 두번째 싱글인 "GLASSY"를 발매한 후, 이렇다 할 음반 발매 소식이 없었다. 그러던 2022년 5월, 일부 언론에서 조유리가 6월에 음반 발매를 앞두고 있다는 소식을 전하기 시작한다. 2022년 5월 16일, 조유리의 소속사이자 레이블인 웨이크원 엔터테인먼트의 소셜 미디어를 통해 6월 2일 미니 음반을 발매할 것이라는 사실이 알려졌다.
웨이크원 엔터테인먼트 등은, ""Op.22 Y-Waltz : in Major" 음반은 〈조유리 2022 무곡집 시리즈〉의 시작"이라고 설명하며, 일상의 해프닝을 유연하게 대처하는 조유리의 삶의 태도를 '왈츠'로 표현한 음반이라고 덧붙였다. 발매 당일인 6월 2일 개최된 쇼케이스에서, 조유리는 "왈츠가 신날 때 추는 춤이라서 자신(조유리)과 잘 어울릴 것이라 생각해서 음반 이름에 붙였다."면서, 'Y-'에 대하여는 "유리의 이니셜인 'Y'와 왜(Why) 춤을 추어야 하는가? 라는 중의적인 의미"라고 설명했다.

## 녹음 및 제작
타이틀 곡 '러브 쉿!'의 작곡에 참여한 Cazzi Opeia는 스웨덴의 작곡가이자 가수로서, 레드벨벳의 미니 음반 "Queendom"과 동명의 타이틀 곡 'Queendom', 여자친구의 정규 음반 "回:Walpurgis Night"의 타이틀 곡 'Mago'의 작곡 작업에 참여하는 등 다양한 K-pop 장르의 음원에 참여한 바 있다. 동업한 Maria Marcus 역시 레드벨벳의 'Feel My Rhythm' 등을 작곡한 경력이 있다. 한편 조유리가 활동했던 아이즈원의 미니 음반 COLOR*IZ의 수록된 'O'My!' 등을 작사한 이력이 있는 조윤경 등이 작사에 참여한 것으로 알려졌다. '러브 쉿!'은 발매 시기인 여름에 맞추어 청량한 느낌을 가진 음원일 예정이다.
세번째 수록곡인 'Rolla Skates'의 작곡에 참여한 Laurell Barker는 캐나다의 가수이자 작곡가로서, 오마이걸의 미니 음반 "NONSTOP"의 타이틀 곡 '살짝 설렜어' 등을 작곡한 이력이 있는 것으로 알려졌다.
조유리의 싱글 "GLASSY"를 작업한 직후 RBW에서 이적한 박우상도 네번째 수록곡 'This Time'의 작업에 참여했고, 마지막 수록곡 'Opening'은 아이즈원의 '언젠가 우리의 밤도 지나가겠죠'에 이은 조유리의 두번째 단독 작사곡이자 자작곡으로 수록되었다.

## 발매 과정
2022년 5월 17일, 웨이크원 엔터테인먼트 등을 통해 음반의 콘셉트 포스터가 공개되며 음반 명칭과 타이틀 곡('러브 쉿!')의 제목이 알려졌다. 이후 5월 19일부터 음반 포스터가 공개되었다. 5월 23일, 소셜 미디어 등을 통해 '러브 쉿!'을 포함한 5곡의 수록곡과 레이블의 프로듀서 작사·작곡가와 편곡가가 공개되었다. 이어 5월 25일부터 조유리의 자작곡 'Opening'을 시작으로 음원의 일부가 공개되기 시작했다. 이어 발매 사흘 전인 5월 30일, '러브 쉿!'의 뮤직 비디오 일부가 공개되었다. 이어 2022년 6월 2일, 전 세계 음악 스트리밍 서비스를 통해 디지털 음반을 발매하고, 대한민국에 미니 음반 실물을 발매하였다.

### 발매일
| 국가     | 날짜           | 레이블   | 포맷                | 카탈로그  | 비고                  |
| -------- | -------------- | -------- | ------------------- | --------- | --------------------- |
| 대한민국 | 2022년 6월 2일 | 웨이크원 | CD, 디지털 다운로드 | CMAC11743 | Andante & Allegro 2종 |
| 대한민국 | 2022년 6월 2일 | 웨이크원 | CD, 디지털 다운로드 | CMAC11745 | Jewel 1종             |
| 세계     | 2022년 6월 2일 | 웨이크원 | 디지털 다운로드     | ―         |                       |

## 무대 공연
"Op.22 Y-Waltz : in Major"에 대한 첫 무대는 발매일인 2022년 6월 2일 예스24라이브홀에서 개최된 《"Op.22 Y-Waltz : in Major" 쇼케이스》에서 이루어졌다.
음악 방송 출연은 발매일 Mnet의 음악 방송 《엠카운트다운》에서 최초로 펼쳐졌으며, 'Opening', '러브 쉿!' 등에 대하여 무대가 이루어졌다. 이어 다음 날인 6월 3일, KBS 《뮤직뱅크》에서 '러브 쉿!' 등의 무대가 이뤄졌다. 6월 4일, MBC 《쇼! 음악중심》에서도 무대가 이어졌다. 6월 5일, SBS 《인기가요》에서 무대가 이루어졌고, 6월 7일 이루어진 SBS MTV 《더 쇼》에서 타이틀 곡 '러브 쉿!'이 1위 수상을 달성하며 솔로 데뷔 이후 첫 음악 방송 1위를 달성했다.

## 평가
네이버 바이브의 음악 평론가 박희아와 이대화는, "("Op.22 Y-Waltz : in Major" 음반을 통해서) 아이돌로서 매우 출중한 매력을 지니고 있는 조유리의 퍼포먼스가 다른 팀과 어떻게 다른지 보여주려는 노력이 담겨있다."면서, "'Round And Around'는 왈츠의 ¾박자로 기반으로 만들어진 트랙이며, '러브 쉿!' 조유리의 매력을 극대화한 트랙이라 주목할만하다."라고 덧붙이며 음반을 설명했다.
《아이돌로지》의 음악 평론가 에린은 "Op.22 Y-Waltz : in Major"에 대하여 "일상에 잔잔히 설렘을 담백하게 노래하는 한 권의 동화와도 같다."면서, "(조유리의) 허스키하고 폭신한 보컬 질감이 돋보인다."고 평했다. 한편 비눈물은 "(대중적으로) 편하고 즐겁게 들을 수 있는 밴드 사운드"와 "아티스트의 고유한 보컬적 특성을 담아서 소개하는 전략은 최예나의 'SMILEY'를 떠올리게 한다."고 평하며, 그럼에도 "인트로 'Round And Around' 외에 실제로 왈츠 장르를 따르는 수록곡이 더 많았으면 어땠을까" 라며 아쉬움을 드러냈다. 하지만 "각 트랙이 뚜렷한 개성과 매력을 품고 있었기에 이번 앨범은 충분히 괜찮은 스타트를 끊었다."며 전반적으로 호평했다.

## 수록곡
| #            | 제목                 | 작사                     | 작곡                                                  | 편곡  | 재생 시간 |
| ------------ | -------------------- | ------------------------ | ----------------------------------------------------- | ----- | --------- |
| 1.           | 〈Round And Around〉 | Yejune Synn, deeno, HERO | Yejune Synn, deeno                                    | 1:20  |           |
| 2.           | 〈러브 쉿!〉         | danke, 조윤경            | The Proof, Cazzi Opeia, Albin Nordqvist, Maria Marcus | 3:19  |           |
| 3.           | 〈Rolla Skates〉     | danke, 박지수            | Johan Gustafsson, Oneye, Laurell Barker, Frazer Mac   | 2:59  |           |
| 4.           | 〈This Time〉        | 박우상                   | 박우상                                                | 3:46  |           |
| 5.           | 〈Opening〉          | 조유리                   | 조유리, Strawberry Banana Club                        | 3:30  |           |
| 총 재생 시간 | 총 재생 시간         | 총 재생 시간             | 총 재생 시간                                          | 14:54 |           |

## 차트

### 일간
| 차트 (2021)                      | 최고 순위 |
| -------------------------------- | --------- |
| 대한민국 (가온 소매점 앨범 차트) | 2         |

### 주간
| 차트 (2022)                      | 최고 순위 |
| -------------------------------- | --------- |
| 대한민국 (가온 앨범 차트)        | 5         |
| 대한민국 (가온 소매점 앨범 차트) | 5         |
| 일본 (오리콘 앨범 차트)          | 27        |

| 차트 (2022)                   | 최고 순위 |
| ----------------------------- | --------- |
| 대한민국 (가온 다운로드 차트) | 10        |
| 대한민국 (가온 BGM 차트)      | 61        |

| 차트 (2022)                   | 최고 순위 |
| ----------------------------- | --------- |
| 대한민국 (가온 다운로드 차트) | 73        |

| 차트 (2022)                   | 최고 순위 |
| ----------------------------- | --------- |
| 대한민국 (가온 다운로드 차트) | 63        |

| 차트 (2022)                   | 최고 순위 |
| ----------------------------- | --------- |
| 대한민국 (가온 다운로드 차트) | 69        |

| 차트 (2022)                   | 최고 순위 |
| ----------------------------- | --------- |
| 대한민국 (가온 다운로드 차트) | 68        |

### 월간
| 차트 (2022)                      | 최고 순위 |
| -------------------------------- | --------- |
| 대한민국 (써클 앨범 차트)        | 11        |
| 대한민국 (써클 소매점 앨범 차트) | 10        |

| 차트 (2022)                   | 최고 순위 |
| ----------------------------- | --------- |
| 대한민국 (써클 다운로드 차트) | 26        |

## 참여 인원

### Round And Around
- Yejune Synn: 피아노, MIDI
- 애슐리 앨리사: 코러스
- 권남우: 마스터링

### 러브 쉿!
- 영, 엄티: 기타
- 김소현, Cazzi Opeia: 코러스
- 권남우: 마스터링

### Rolla Skates
- Johan Gustafsson: 키보드, 신스
- Pontus Kalm: 드럼 등 타악기
- 김소현, Laurell Barker: 코러스
- 권남우: 마스터링

### This Time
- 영: 기타
- 박우상: 베이스, 피아노
- RB-INJ: 현악기
- 이유라: 코러스
- 권남우: 마스터링

### Opening
- Strawberry Banana Club: 현악기, 드럼, 금관악기, 피아노
- 박천욱: 베이스
- 김소현: 코러스
- 권남우: 마스터링